# Liste der Monuments historiques in Darnieulles
Die Liste der Monuments historiques in Darnieulles führt die Monuments historiques in der französischen Gemeinde Darnieulles auf.

## Liste der Objekte
| Bezeichnung | Beschreibung                                 | Standort                        | Kennzeichnung | Schutzstatus | Datum | Bild |
| ----------- | -------------------------------------------- | ------------------------------- | ------------- | ------------ | ----- | ---- |
| Monstranz   | Silber, teilweise vergoldet, 18. Jahrhundert | in der Kirche St-Maurice (Lage) | PM88000224    | Classé       | 1971  |      |